# Sérgio Moreira
Júlio Sérgio de Maya Pedrosa Moreira OMM (Capela, 31 de julho de 1960) é um advogado e político brasileiro, outrora deputado federal por Alagoas.

## Biografia
Filho de Napoleão Moreira e Tânia de Maya Pedrosa. Advogado formado pela Universidade Federal de Alagoas, tornou-se superintendente da Usina João de Deus em 1980. Eleito suplente de deputado federal via PMDB em 1982, foi convocado a exercer o mandato devido a uma licença de Renan Calheiros e nesse ínterim votou a favor da Emenda Constitucional Dante de Oliveira em 1984. Nesse mesmo ano tornou-se membro-fundador da Fundação Teotônio Vilela, presidindo seu conselho diretor e nela permanecendo por oito anos. Retornou à Câmara dos Deputados por ocasião da candidatura de Djalma Falcão a prefeito de Maceió em 1985, sendo efetivado com a vitória do titular.
Candidato a reeleição em 1986, figurou novamente na suplência. Durante a gestão do governador Fernando Collor ocupou os cargos de secretário de Administração, secretário de Planejamento e presidente do Instituto de Planejamento. Voltou a exercer o mandato quando Renan Calheiros foi secretário da Educação no citado governo. Após migrar para o PSDB perdeu a eleição para deputado estadual em 1990. Assessor de Teotônio Vilela Filho no Senado Federal, assumiu a presidência da CHESF no governo Itamar Franco em 1993, deixando o cargo para assumir a secretaria-executiva do Ministério do Meio Ambiente na gestão de Gustavo Krause e sob a presidência de Fernando Henrique Cardoso sendo depois realocado na Superintendência do Desenvolvimento do Nordeste. Ao deixar o posto foi diretor-presidente do Sebrae (1999-2002). Após sua passagem pelo Sebrae, Sergio passou pelo Programa das Nações Unidas para o Desenvolvimento (PNUD) e pelo Banco Interamericano de Desenvolvimento (BID), como consultor.
Em 1995, Sérgio Moreira foi admitido por FHC à Ordem do Mérito Militar no grau de Oficial especial.
Em 2007 foi nomeado secretário de Planejamento do governo Teotônio Vilela Filho, cargo que deixou após três anos.. Atualmente é diretor adjunto de Educação e Tecnologia da Confederação Nacional da Indústria (CNI), responsável por coordenar, articular e promover a interação entre as ações do SENAI, do SESI e do IEL nas áreas de educação e tecnologia. A DIRET também estimula a articulação e a integração das iniciativas nacionais e regionais das três instituições para melhorar o desempenho e a oferta de serviços nas áreas de educação e tecnologia do Sistema Indústria.